# Dives (ocell)
Dives és un dels gèneres d'ocells, de la família dels ictèrids (Icteridae).

## Taxonomia
Segons la classificació del Congrés Ornitològic Internacional (versió 15.1, 2025), aquest gènere conté dues espècies:
- Quíscal cantaire (Dives dives Deppe, 1830)
- Quíscal de matollar (Dives warczewiczi Cabanis, 1861)